# Úglich
Úglich (en ruso: Углич) es una ciudad del óblast de Yaroslavl, en Rusia, siendo el centro administrativo del rayón de Úglich. Se encuentra sobre el Volga, poco antes de que deje el embalse de Ríbinsk, a 92 km (106 km por carretera) al noroeste de Yaroslavl.
Úglich es parte del Anillo de Oro de Rusia, constituido por varias ciudades principales, situadas alrededor de la capital rusa. Posee unos conjuntos arquitectónicos admirables.

## Historia y arquitectura
La existencia de Úglich según la tradición se remonta a partir del año 937, aunque su primera mención escrita es de 1148 como Úgliche Pole ("campo de la esquina", en referencia al meandro del río en el que está situada la ciudad).
Úglich fue sede de un pequeño principado desde 1218 a 1328, cuando los príncipes locales vendieron sus derechos al gran principado de Moscú. Como ciudad fronteriza de Moscovia, fue incendiada varias veces por las tropas lituanas, tártaras y del gran príncipe de Tver.
El gran duque Iván III de Moscú le otorgó la ciudad a su hermano menor Andréi Bolshói en 1462. Durante el gobierno de Andréi la ciudad se expandió y se construyeron los primeros edificios de piedra. Particularmente notable eran la catedral (reconstruida en 1713), el monasterio de la Intercensión (destruido por los bolcheviques) y el palacio de ladrillo rojo del príncipe (completado en 1481 y todavía hoy en pie).

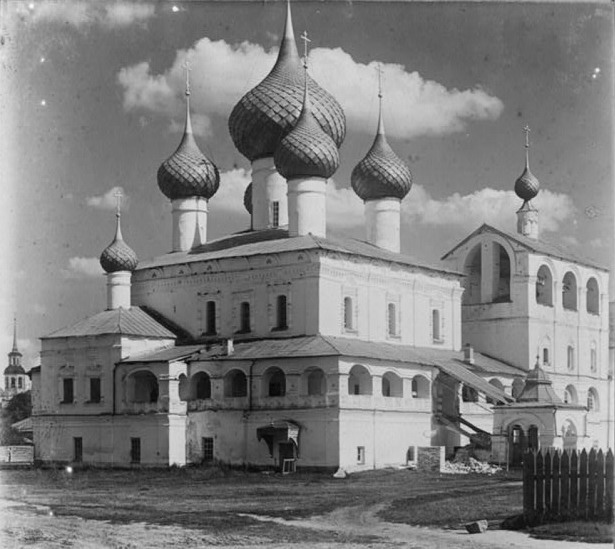
Monasterio de la Resurrección.

Durante el reinado de Iván el Terrible la ciudad pasó a su hermano, Yuri. Los habitantes de la localidad ayudaron al zar a capturar Kazán, construyendo una fortaleza de madera que fue transportada Volga abajo. Durante el siglo XVI Úglich prosperó política y económicamente, pero después empezó a declinar.
El 25 de mayo de 1591, el zarévich Dimitri Ivánovich de Rusia, aún en su infancia, encuentra la muerte aquí en circunstancias dudosas. Algunos sostienen la teoría de que ha muerto durante una crisis epiléptica, mientras que la tradición atribuye su muerte a Borís Godunov. Con su muerte acabó la dinastía Rúrika. Este acontecimiento supuso para Rusia el inicio del llamado Período Tumultuoso, a lo largo del cual el poder fue severamnete disputado, concluyendo con el ascenso al trono de la familia Románov.
Los Románov se apresuraron a canonizar al zarévich, convirtiendo a Úglich en un lugar de peregrinación. En el lugar donde se descubrió el cuerpo se construyó la iglesia de San Demetrio en la Sangre. el palacio donde vivió el príncipe se convirtió en museo. La imagen del zarévich con un cuchillo en su mano derecha se convertiría en emblema de la ciudad.
En 1608-1611 la ciudad fue invadida y destruida por los invasores polacos
Otros edificios notables del centro de la ciudad son los monasterios Alekséyevski, cuya iglesia de la Asunción (1628) se considera una joya de la arquitectura medieval rusa, y el de la Resurrección, cerca de la orilla del Volga, con una admirable catedral y conjunto arquitectónico, construido entre 1674 y 1677. Del otro lado del río encontramos la iglesia de la Natividad de San Juan Bautista, construida por orden de un comerciante entre 1689 y 1690, para conmemorar el lugar donde su hijo se había ahogado. Cerca de la ciudad están la Iglesia de San Juan el Bautista (1681), el monasterio de Uleima y una bonita iglesia en Divnogorie.

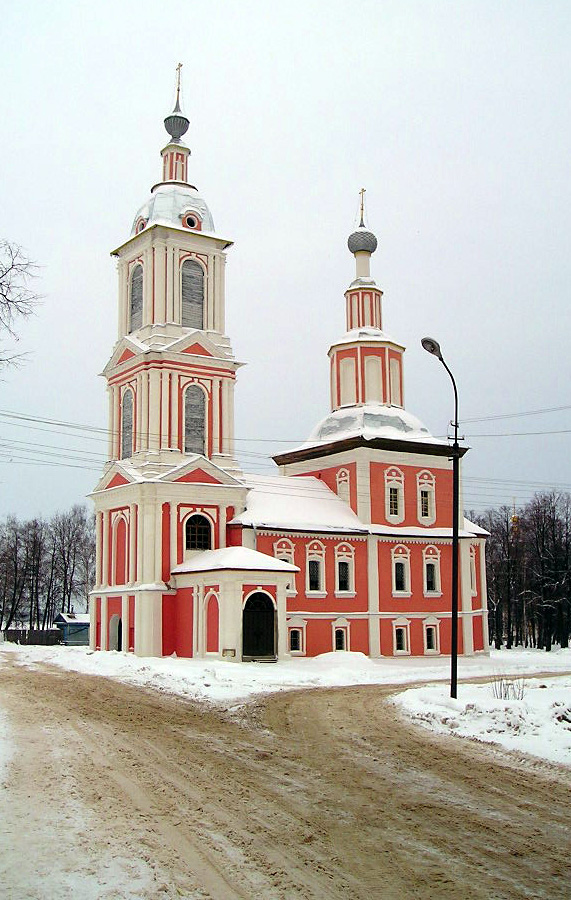
Iglesia Kazánskaya.

En el primer tercio del siglo XVIII la catedral del kremlin y su remarcable campanario fueron demolidos y reconstruidos. Otras construcciones importantes de ese siglo son las iglesias Smolnskaya, Kórsunskaya, Kazánskaya y Bogoyavlénskaya. 
En 1796, la ciudad se convirtió en el centro de un uyezd de la provincia de Yaroslavl.
El edificio más importante del siglo XIX es la catedral del convento de la Teofanía, consagrada en 1853.
Durante la industrialización de la URSS en 1935-1939, se construyó una central hidroeléctrica y se creó Embalse de Úglich
En enero de 1989, la población de la ciudad era de 40 mil personas, había una central hidroeléctrica, una fábrica de relojes (los famosos relojes Chaika), un centro de investigación científica, así como un Museo histórico con una galería de arte
La ciudad poseía una fábrica de relojes, una fábrica de cable de fibra óptica (de la empresa francesa Nexans), una central hidroeléctrica y una estación ferroviaria. En ella encontramos del mismo modo, buenos ejemplos de arquitectura rusa tradicional y varias iglesias, algunas de las cuales están siendo restauradas.

## Demografía
La situación demográfica de Úglich se ha deteriorado fuertemente durante la década de 1990. En 2001, la tasa de natalidad era solamente de 8,3 nacimientos por mil habitantes y la tasa de mortalidad era de 22 por mil. Así el crecimiento muestra un déficit de 13,7 por mil.
| 1897   | 1926   | 1939   | 1959   | 1970   |
| ------ | ------ | ------ | ------ | ------ |
| 9 700  | 8 000  | 12 300 | 28 900 | 35 500 |
| 1979   | 1989   | 1996   | 2002   | 2008   |
| 39 100 | 40 000 | 38 260 | 38 900 | 35 427 |

## Transporte

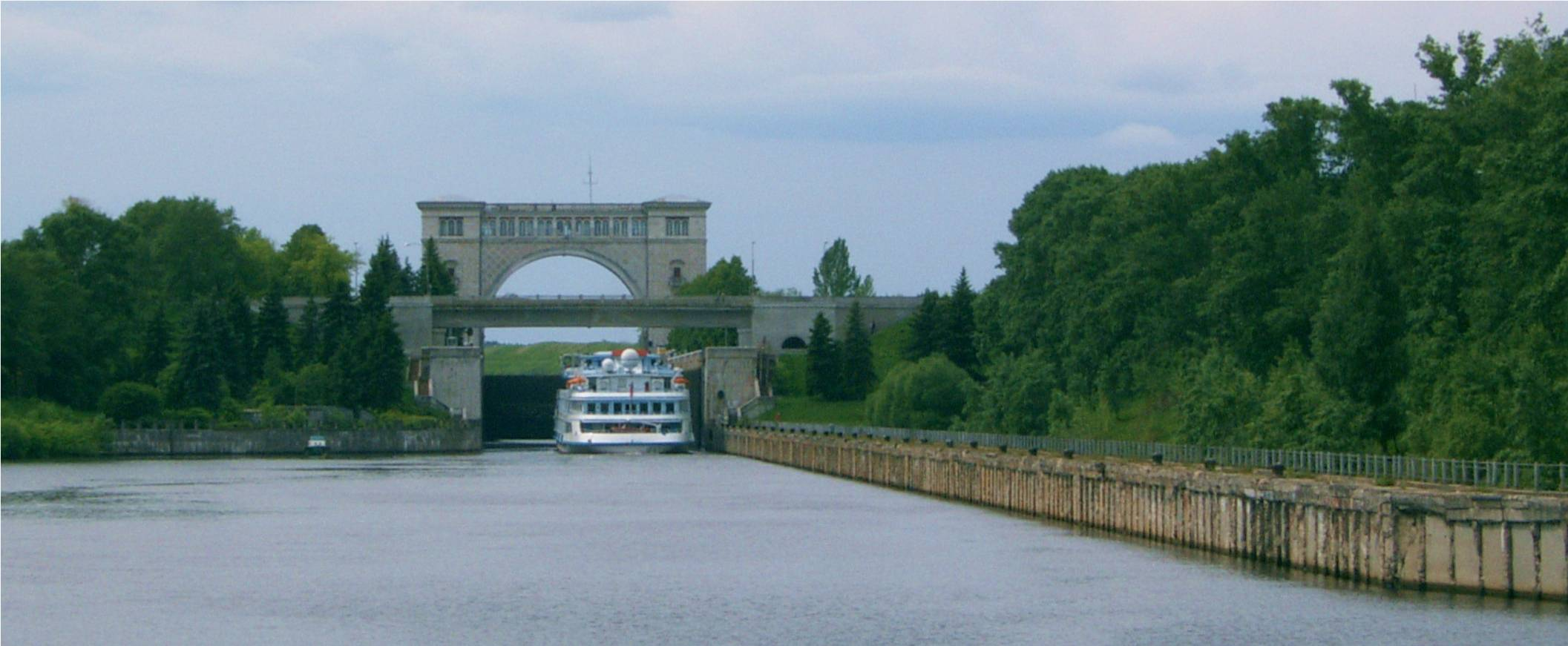
Esclusa en el Volga a su paso por Úglich.

Úglich se encuentra en el curso superior del Volga, que se hizo navegable al tráfico fluvial mediante unas esclusas. En uno de los segmentos creados por estas presas se encuentra la ciudad. El centro de la ciudad se encuentra en la orilla derecha, por debajo de la presa. En esta zona encontramos un puerto para embarcaciones recreativas. Por encima de la presa está la zona industrial y el puerto de mercancías. Úglich tiene conexión ferroviaria con la línea de Moscú a San Petersburgo por un ramal que sale de Pestovo. Úglich está unido también a la red de carreteras, por las que se une a Yaroslavl (102 km), Rýbinsk (85 km), Myshkin (40 km), Nekouz (60 km), Kaliazin (55 km), y Rostov (90 km). Las carreteras que unen la ciudad a Kashin (50 km) y Nagorie (80 km) no están asfaltadas en todos sus tramos.

## Personalidades
- Aleksandr Oparin (1894-1980), biólogo.

## Galería

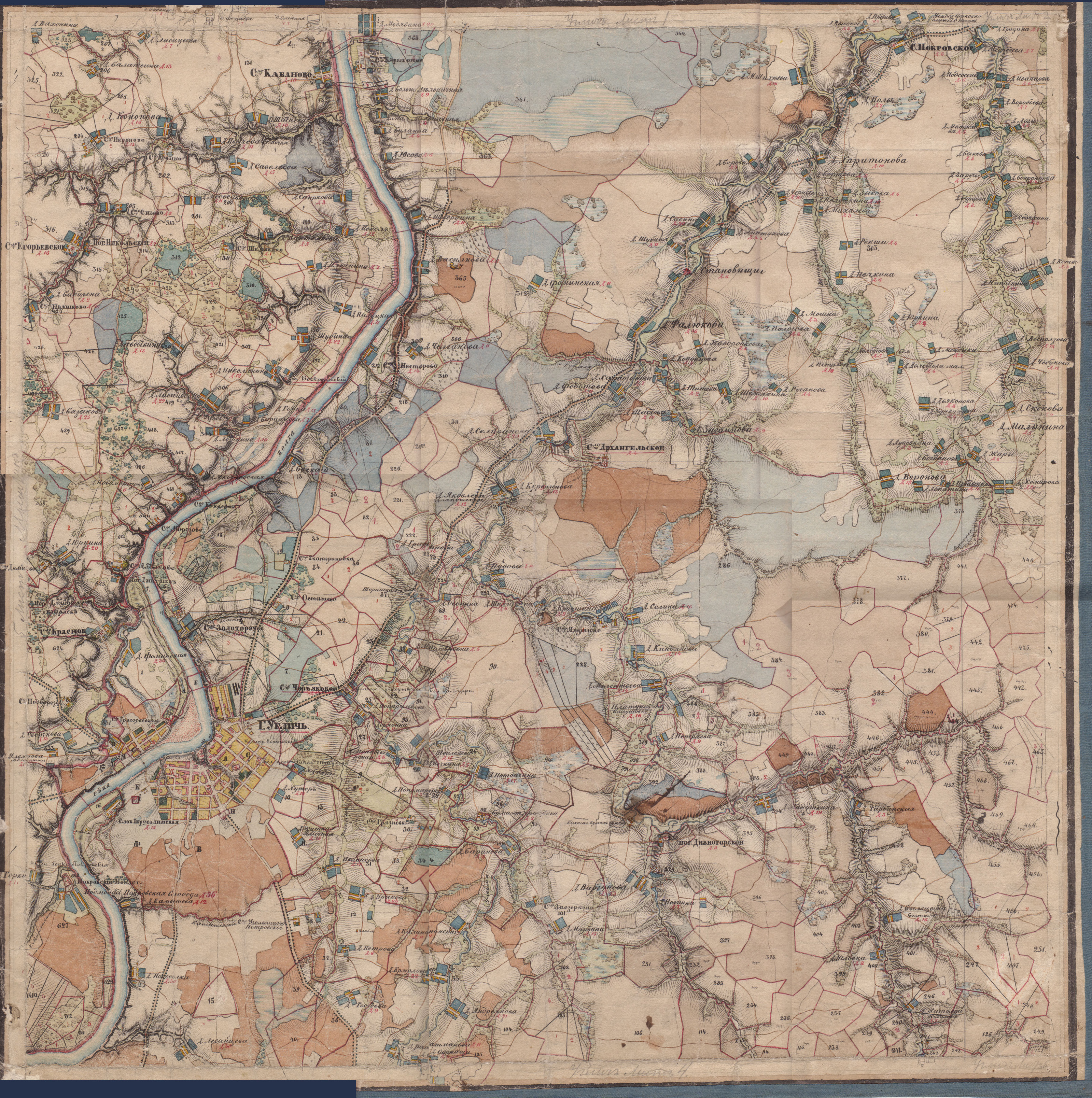
Alrededores de Úglich en 1858.
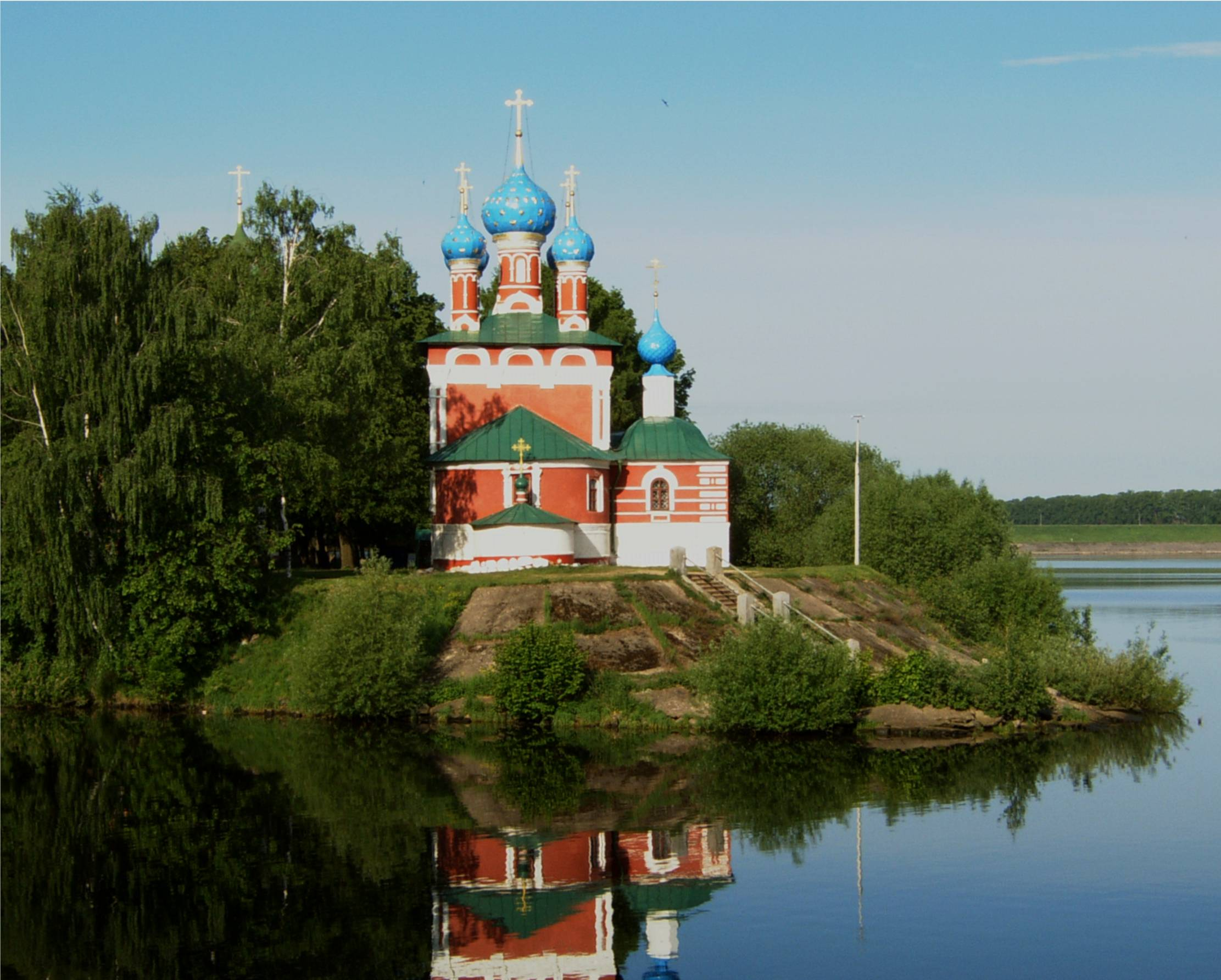
Iglesia de San Demetrio en la Sangre.
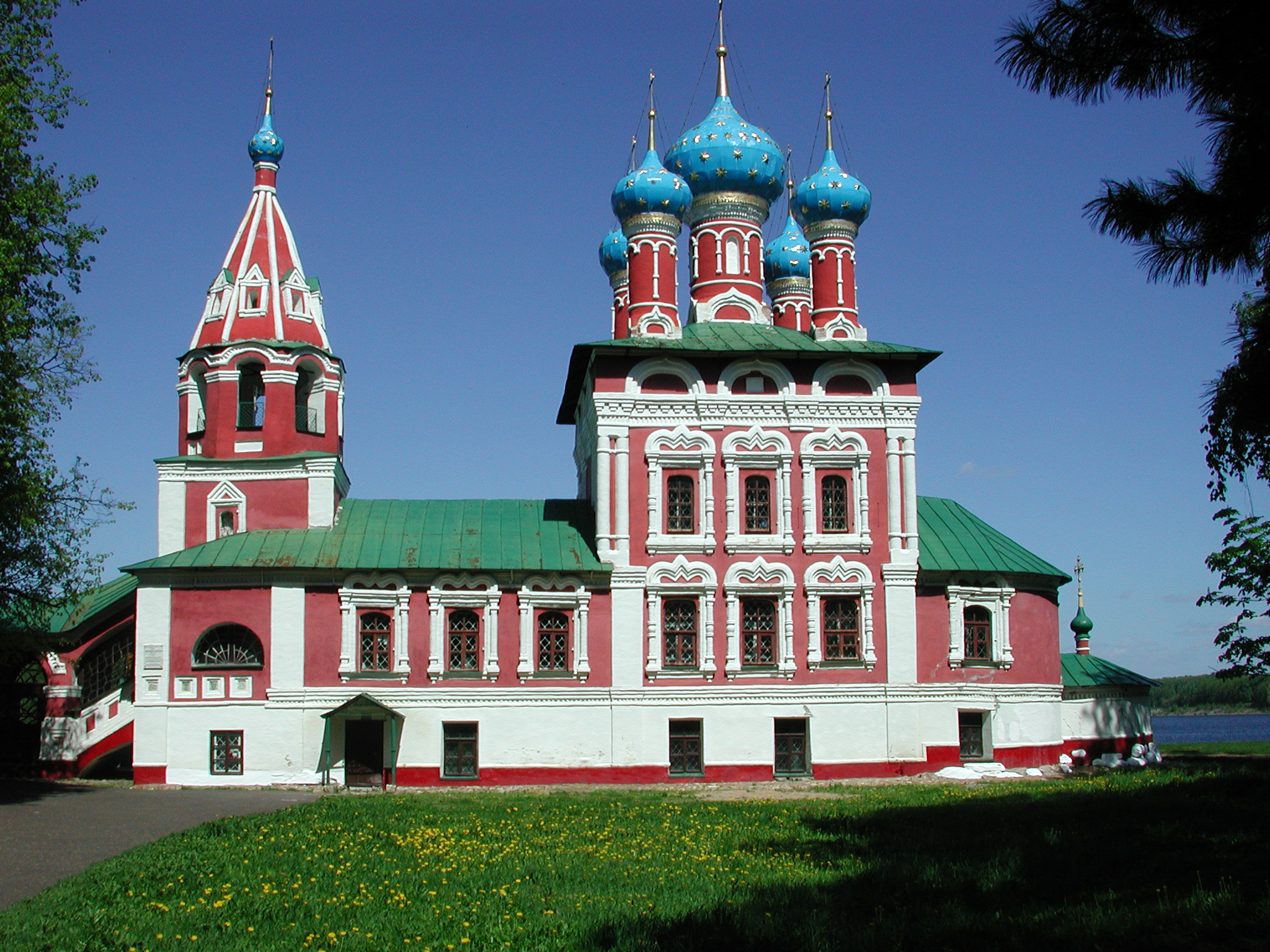
Otra vista de la iglesia.
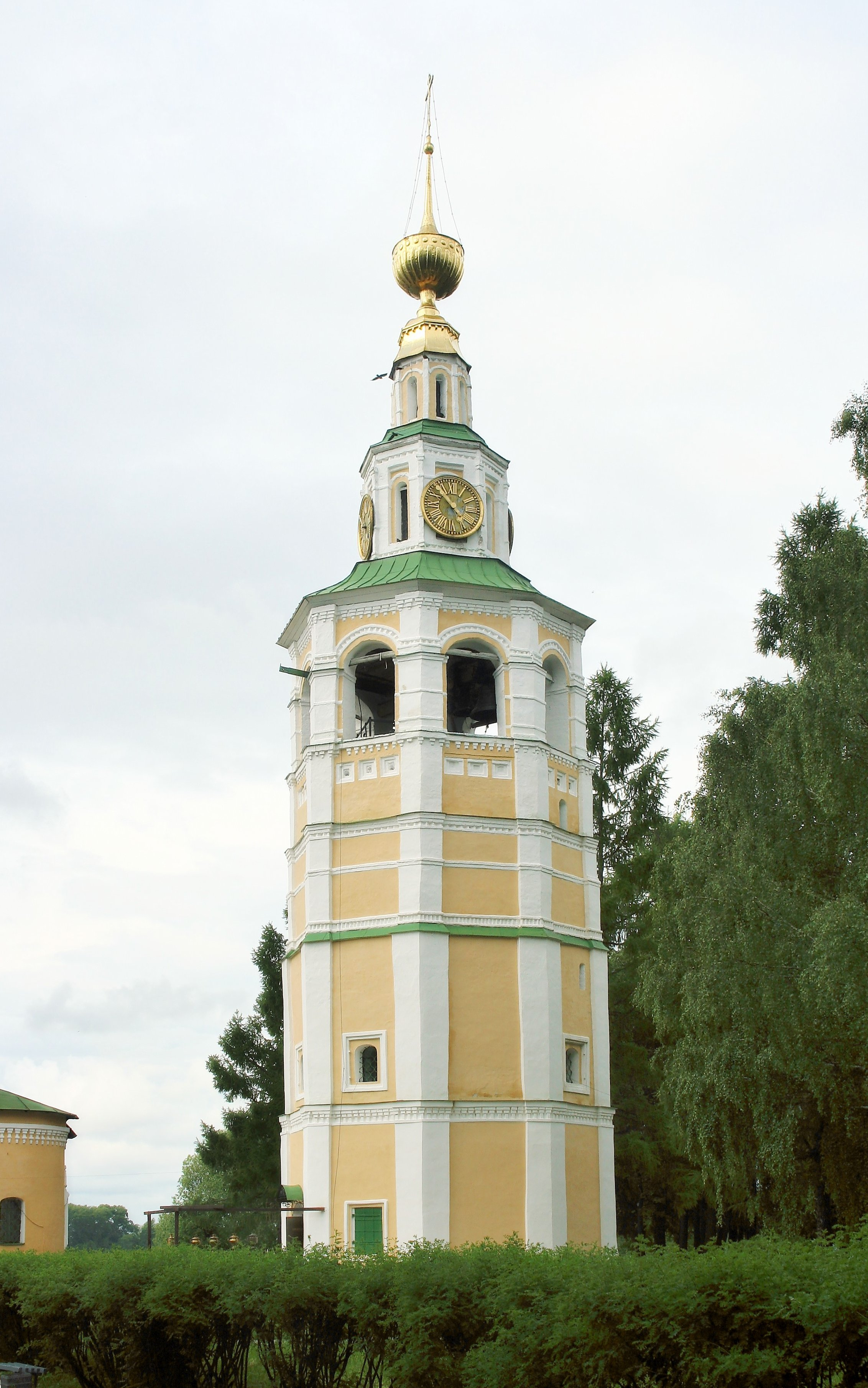
Campanario de la catedral.
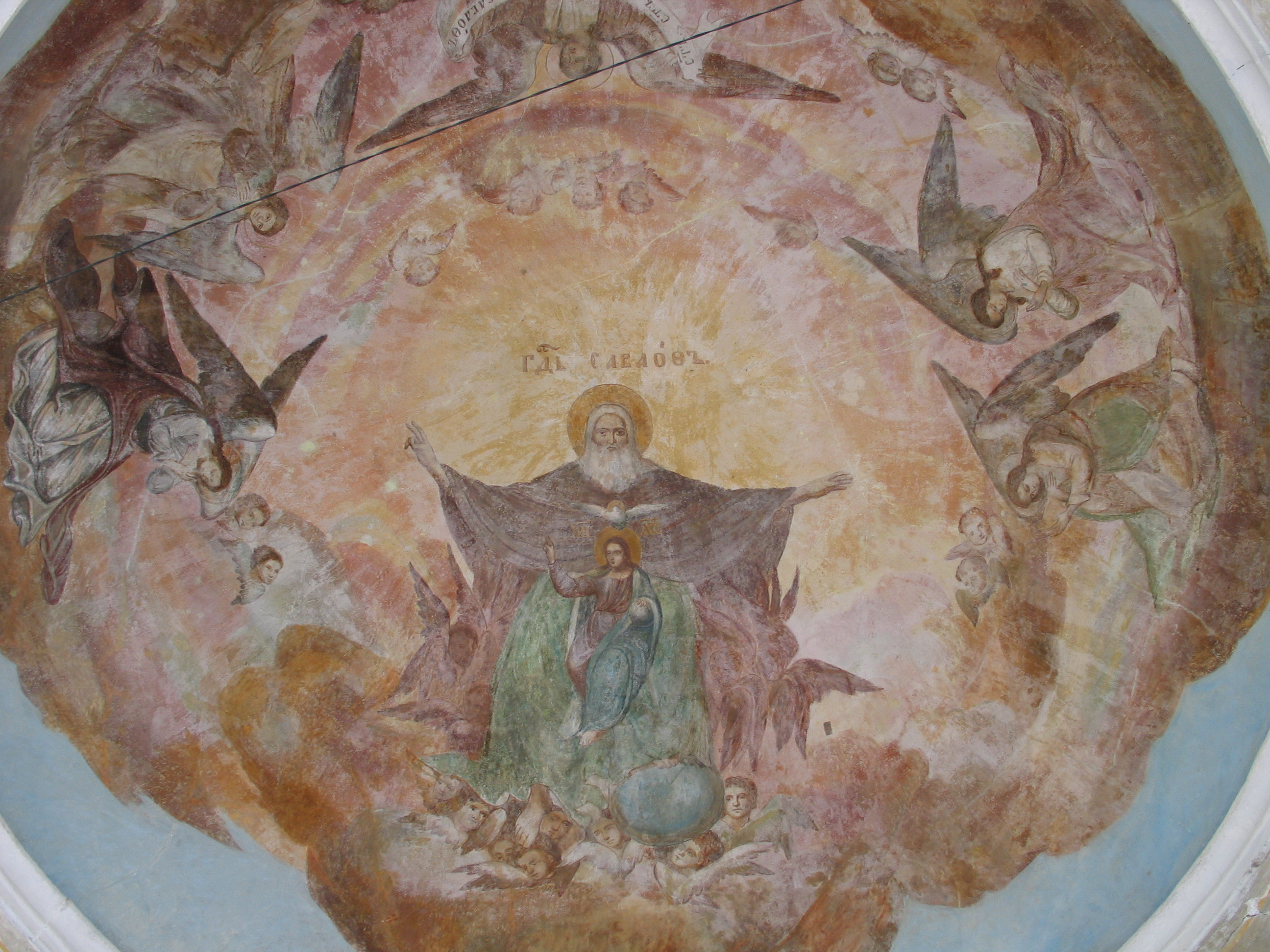
Fresco en la catedral.
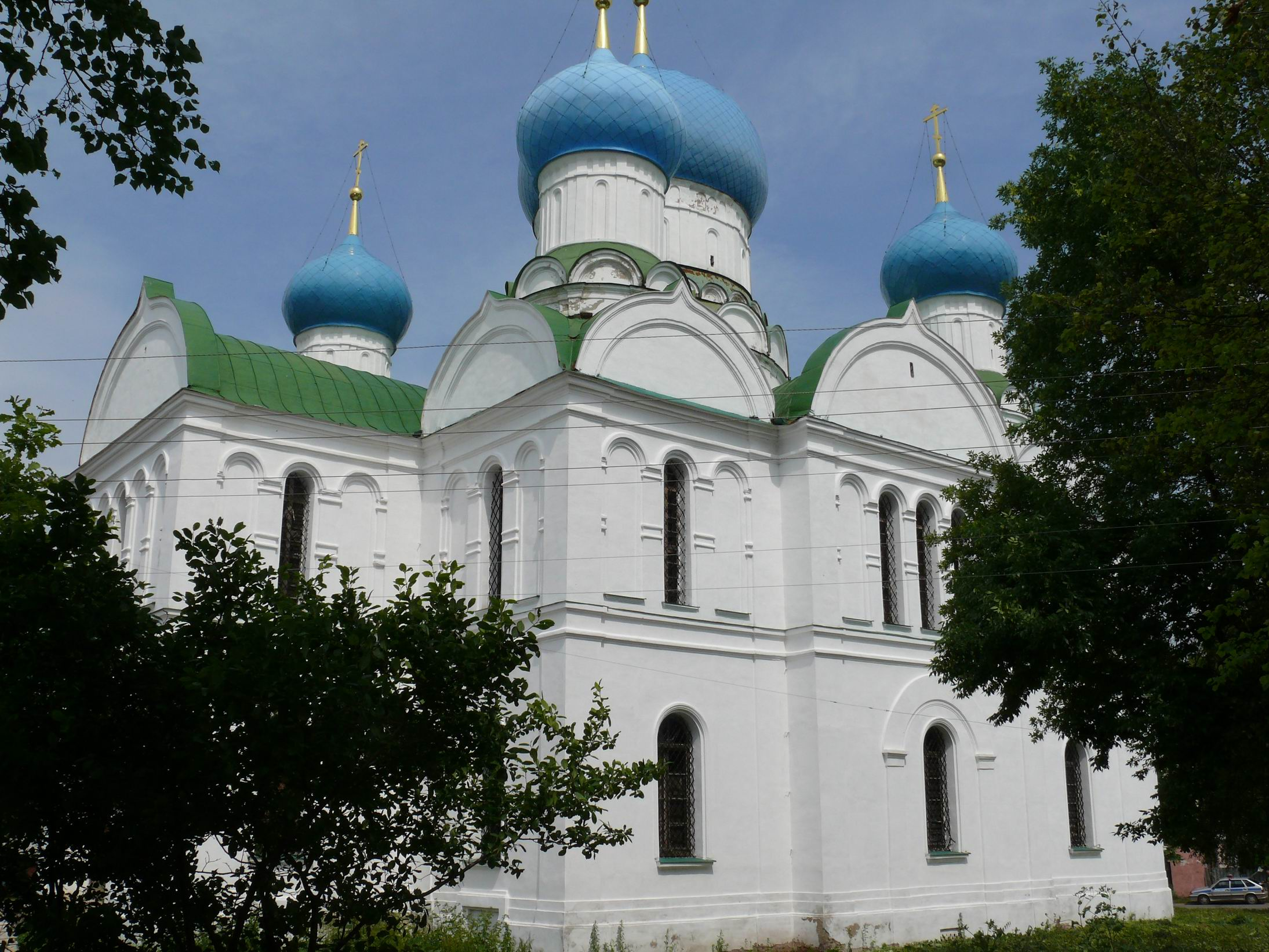
Catedral de la Teofanía.
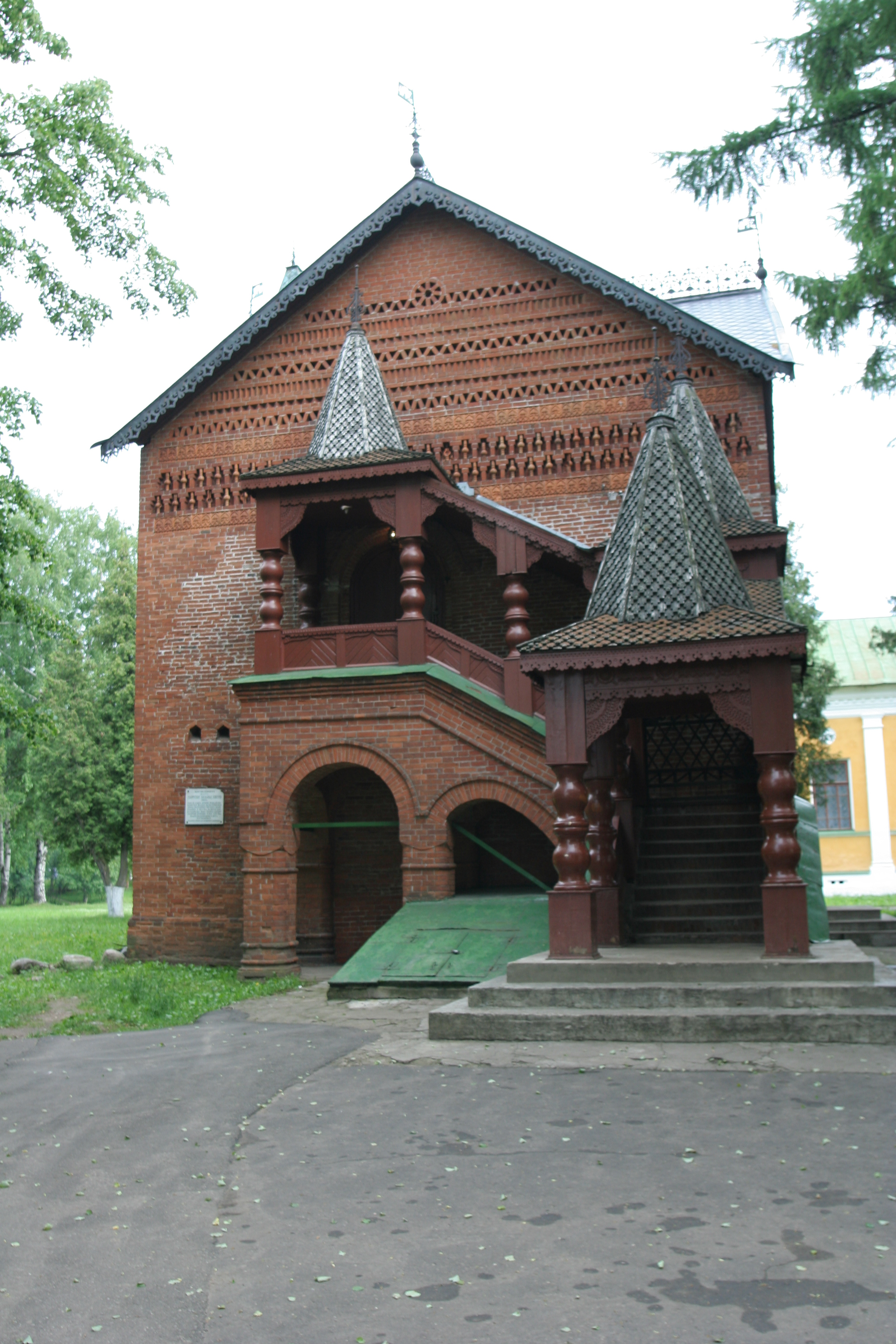
La casa de Dimitri.
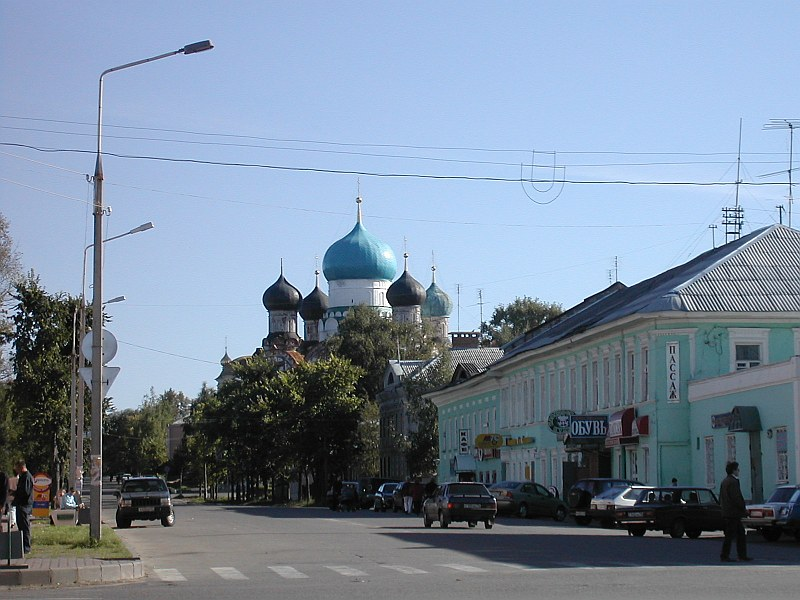
Iglesia Bogoyavlénskaya.
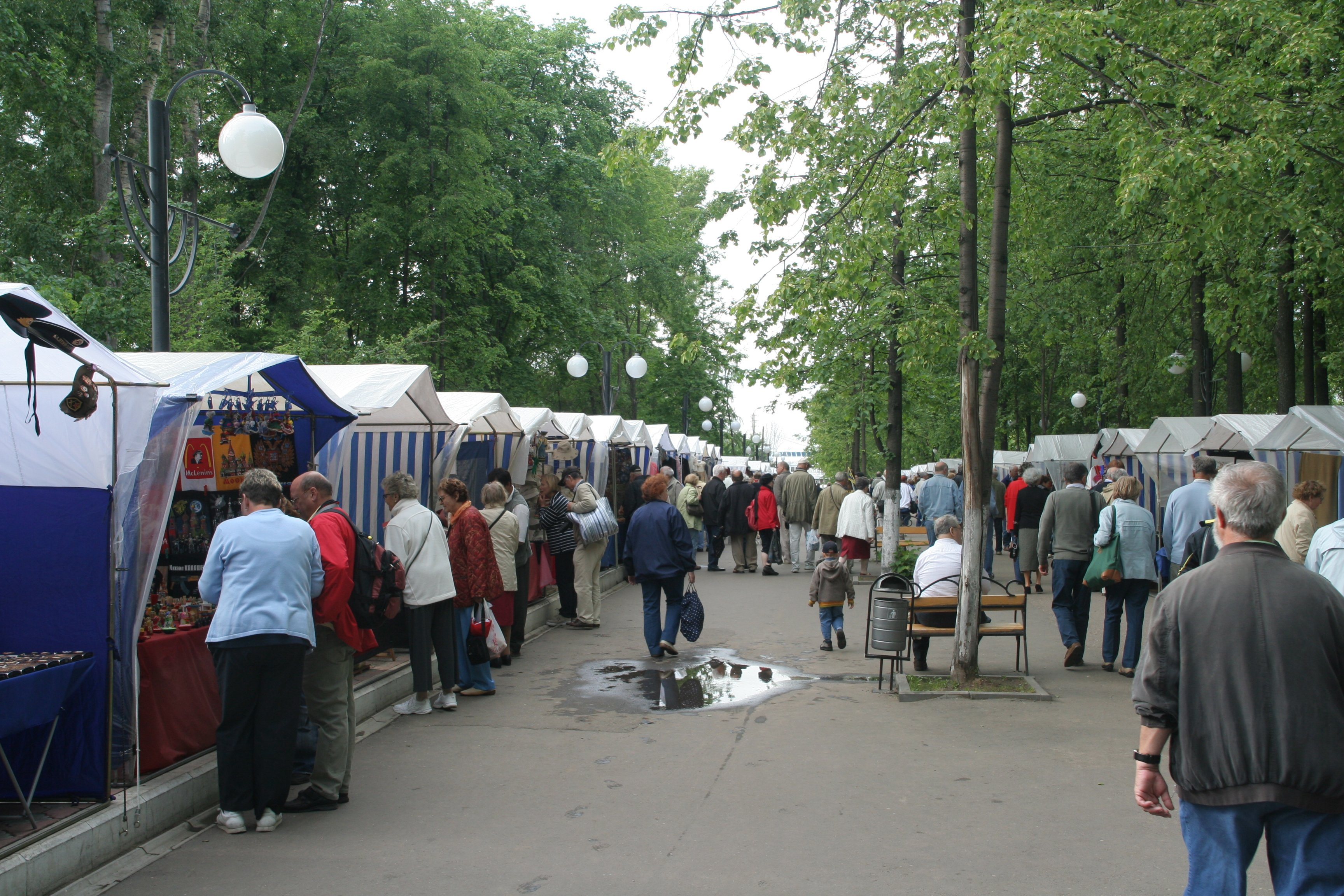
Mercadillo de recuerdos.
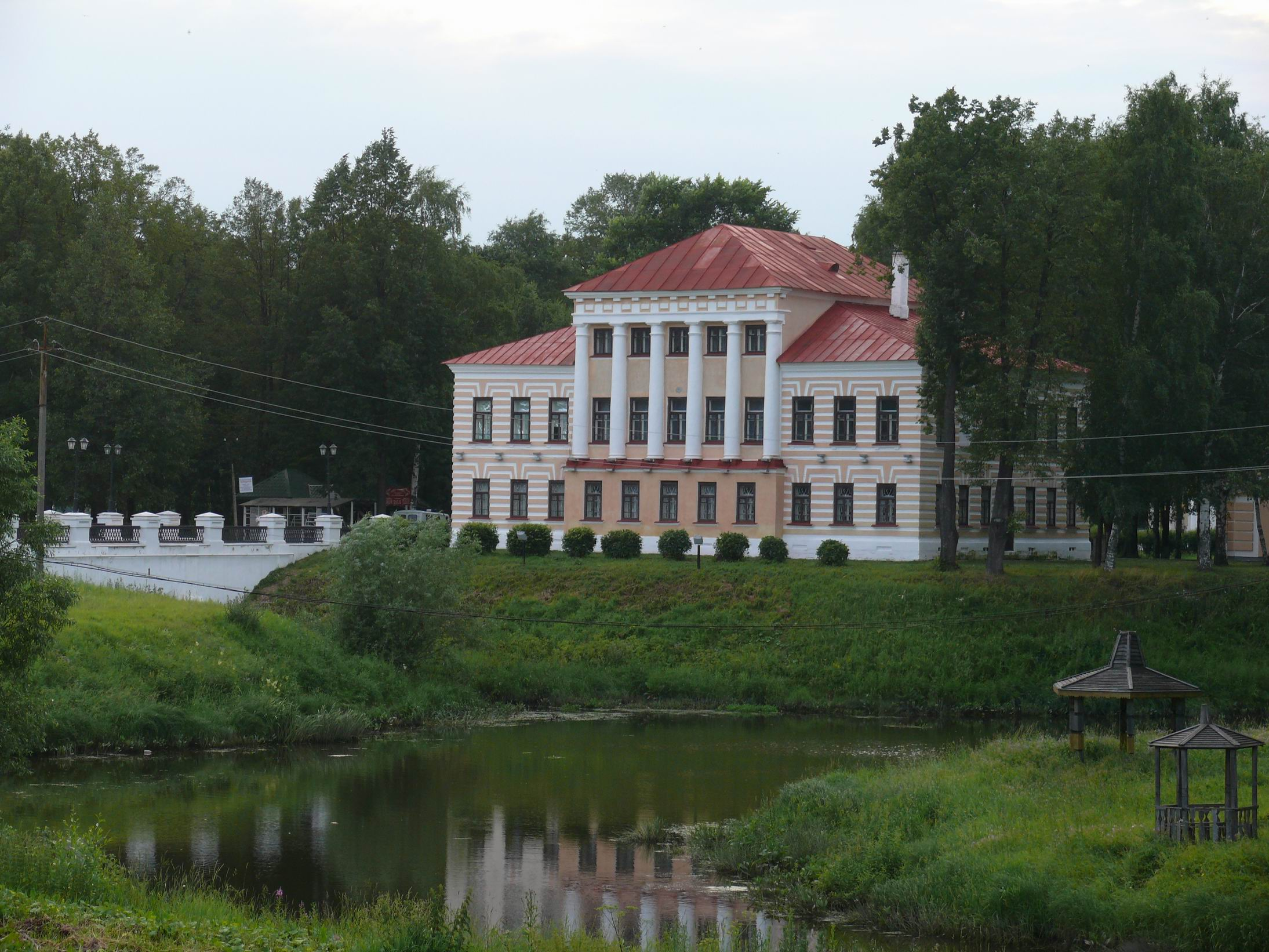
Duma de la ciudad.
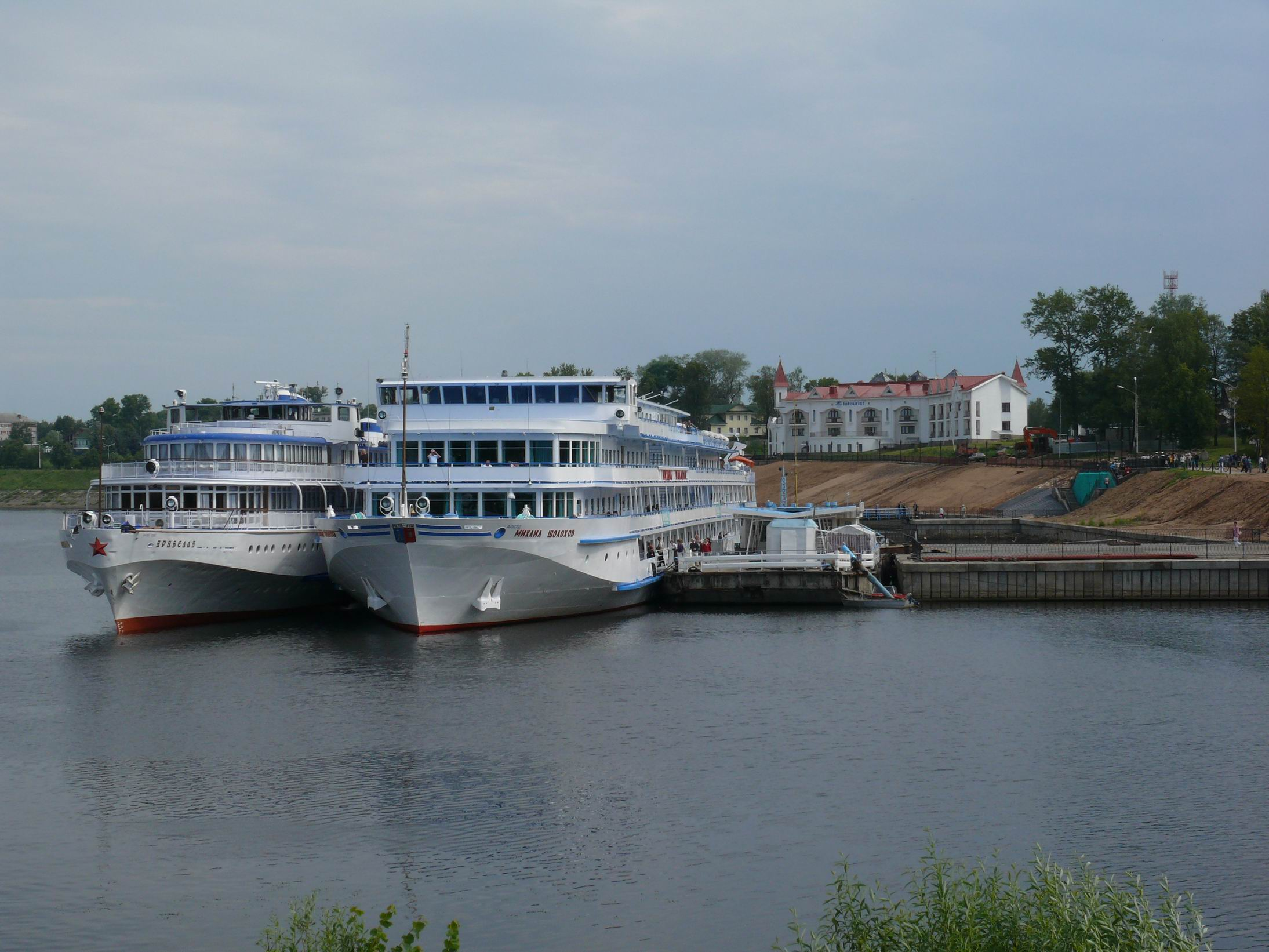
Puerto turístico.
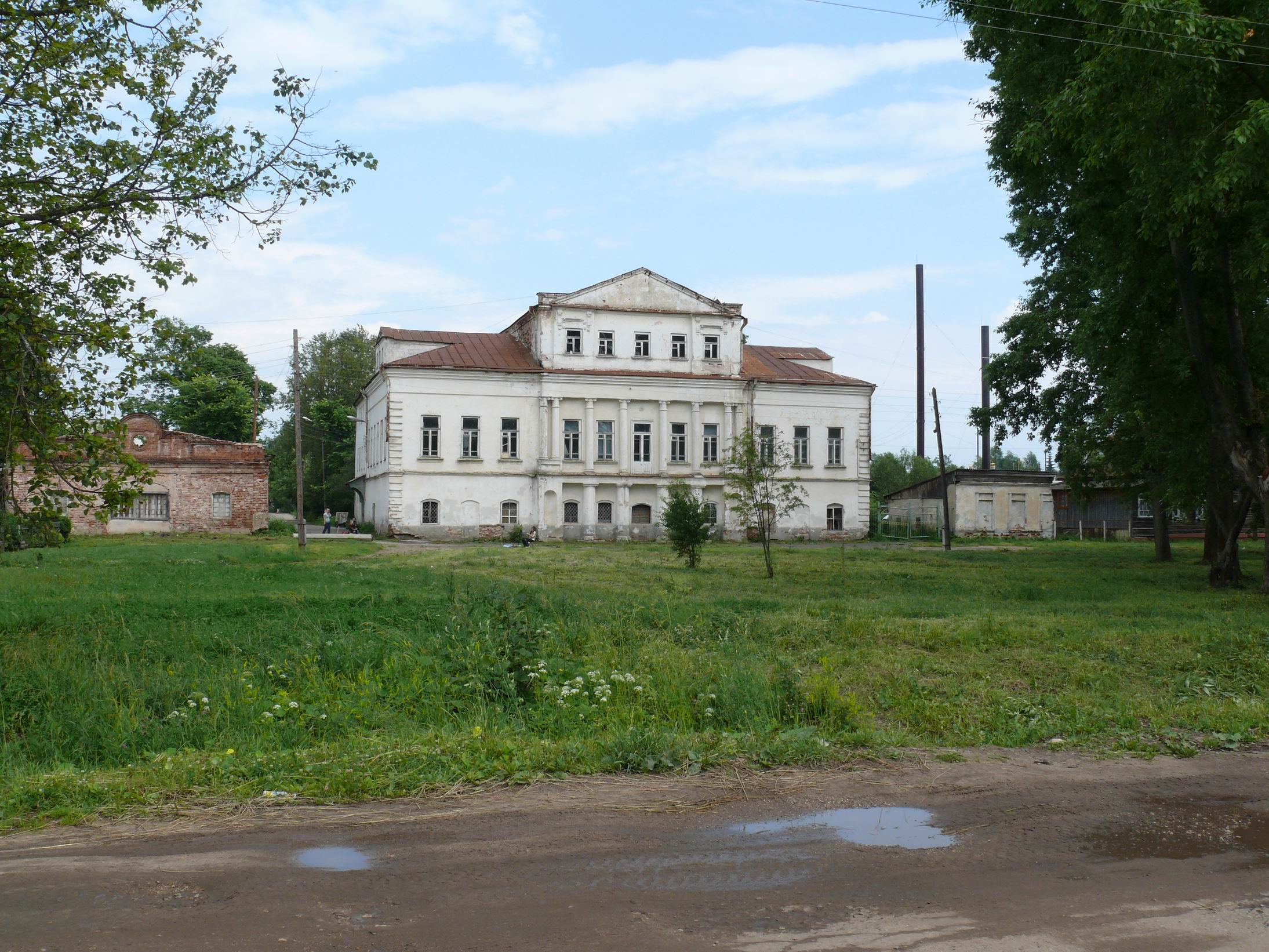
Casa de los comerciantes Zimín.
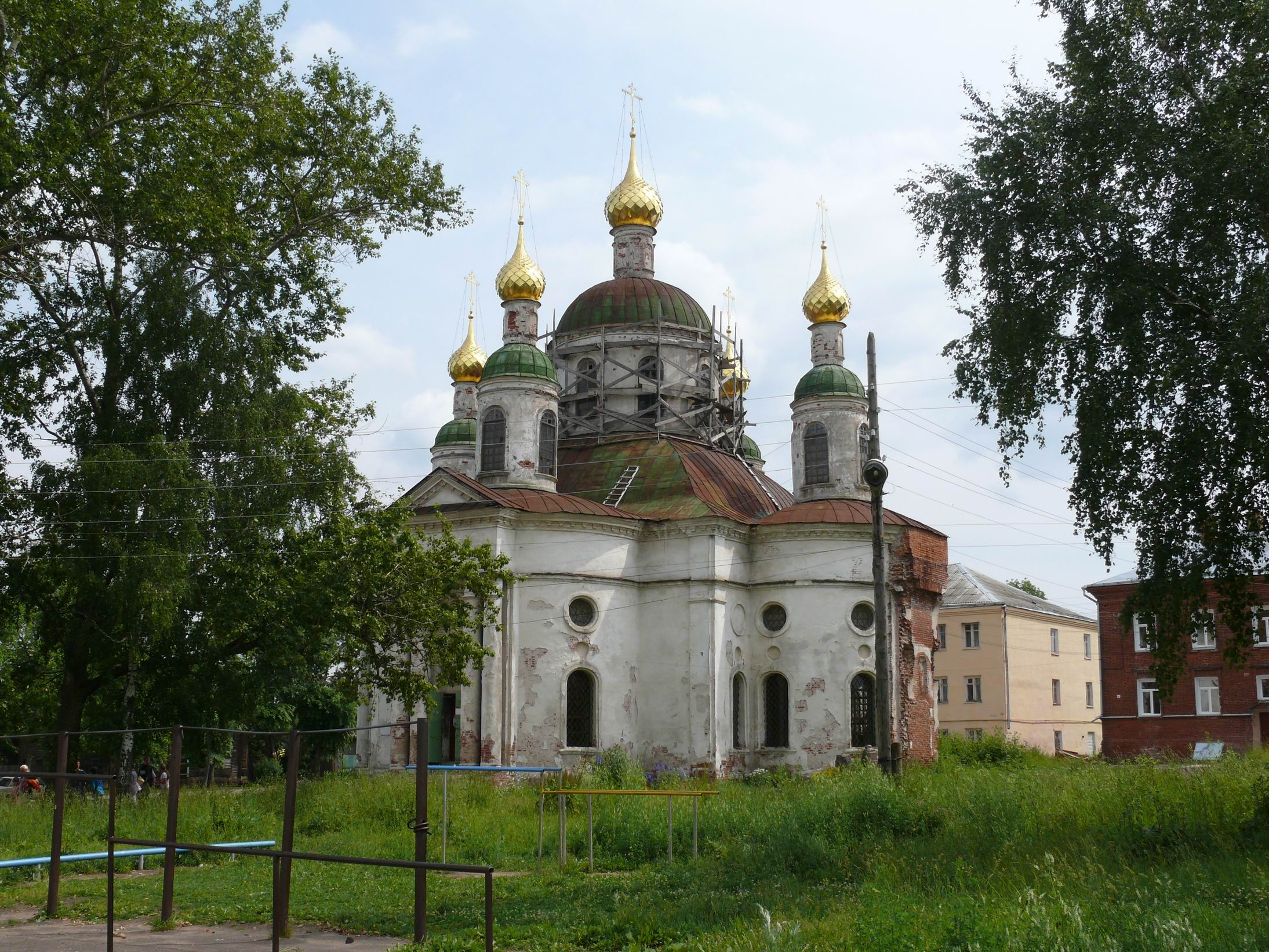
Iglesia de Teodoro.
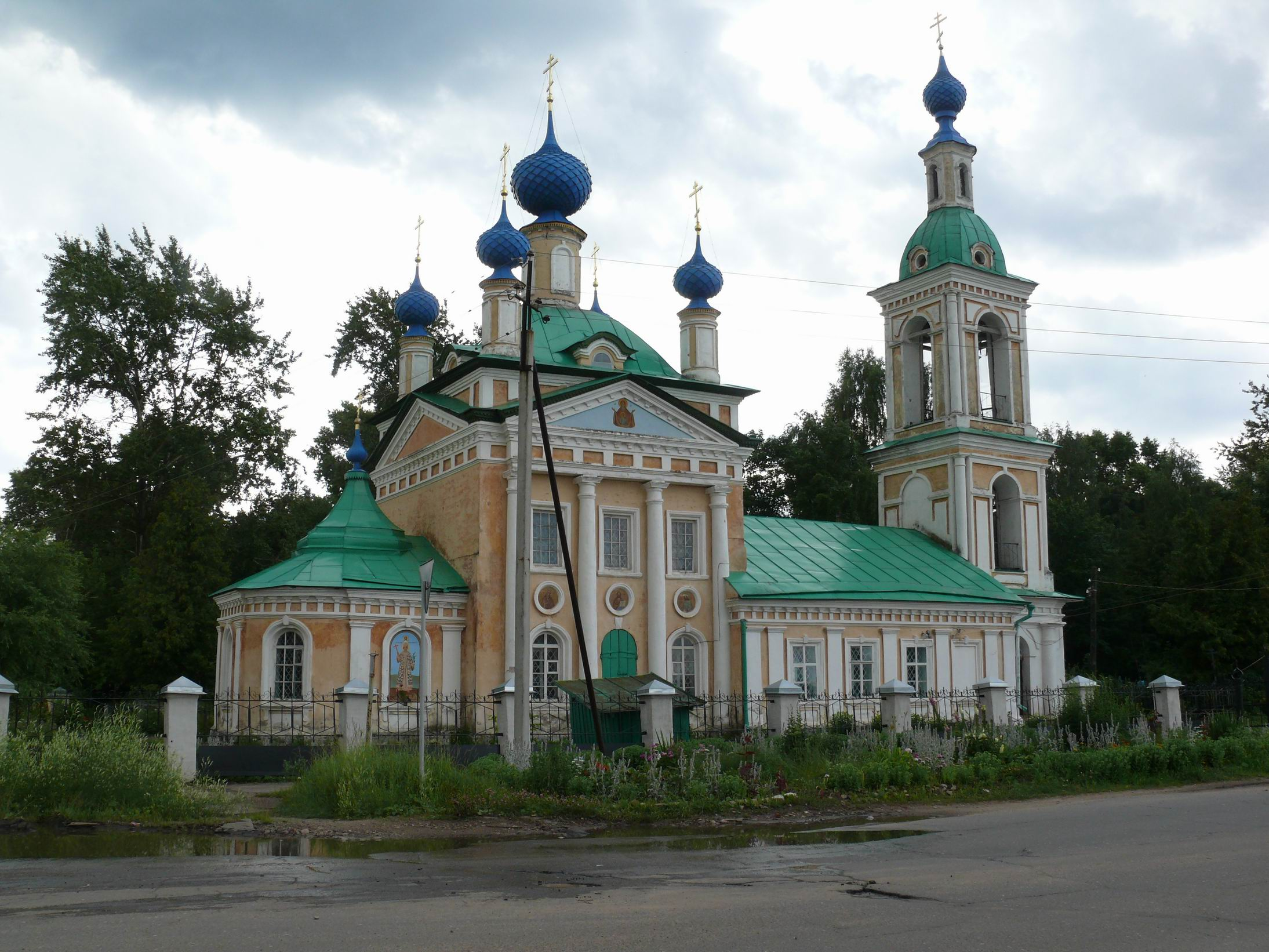
Iglesia de Dimitri extramuros.
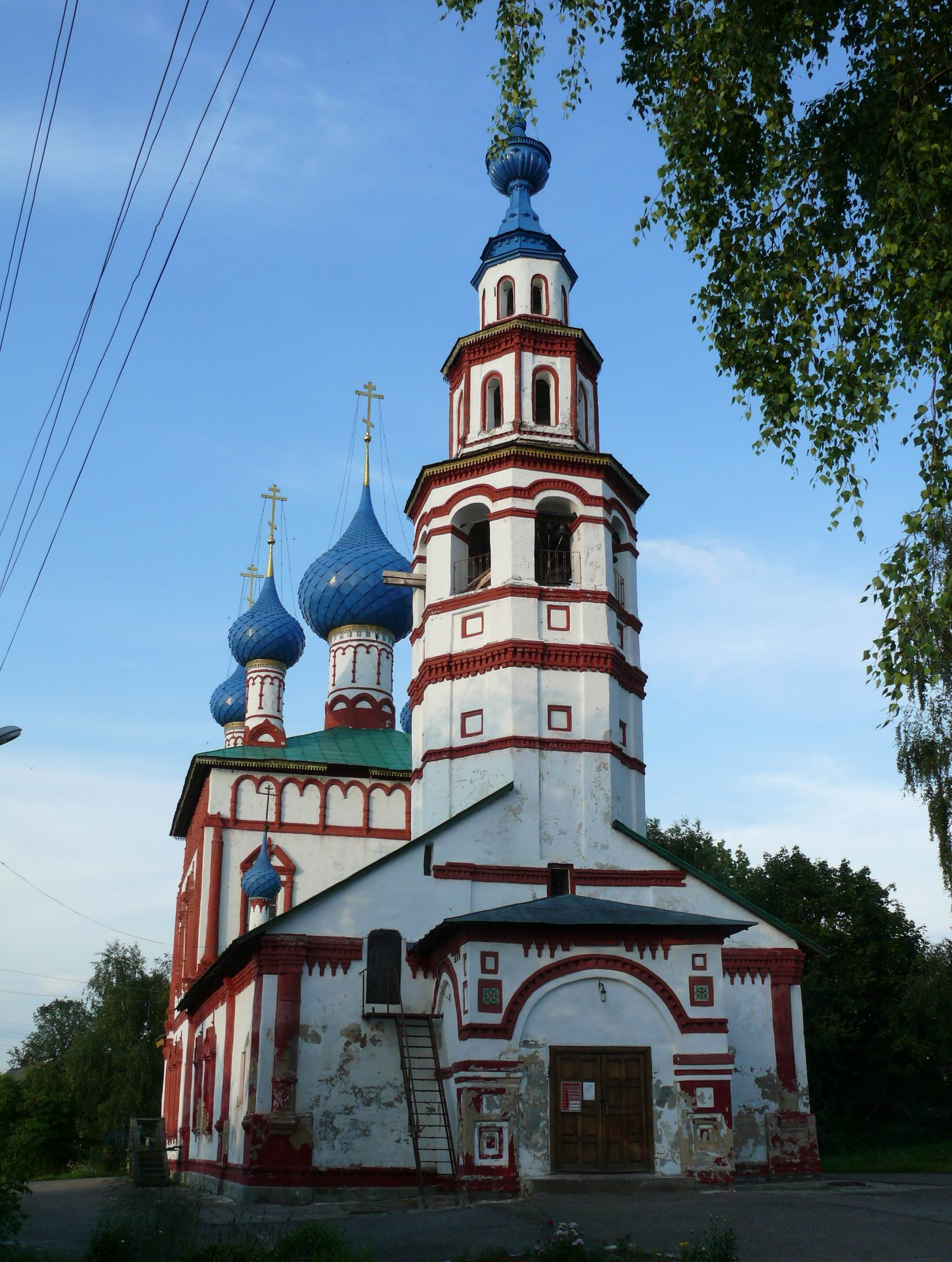
Iglesia del icono de la Madre de Dios de Korsun (Kórsunskaya, 1730).
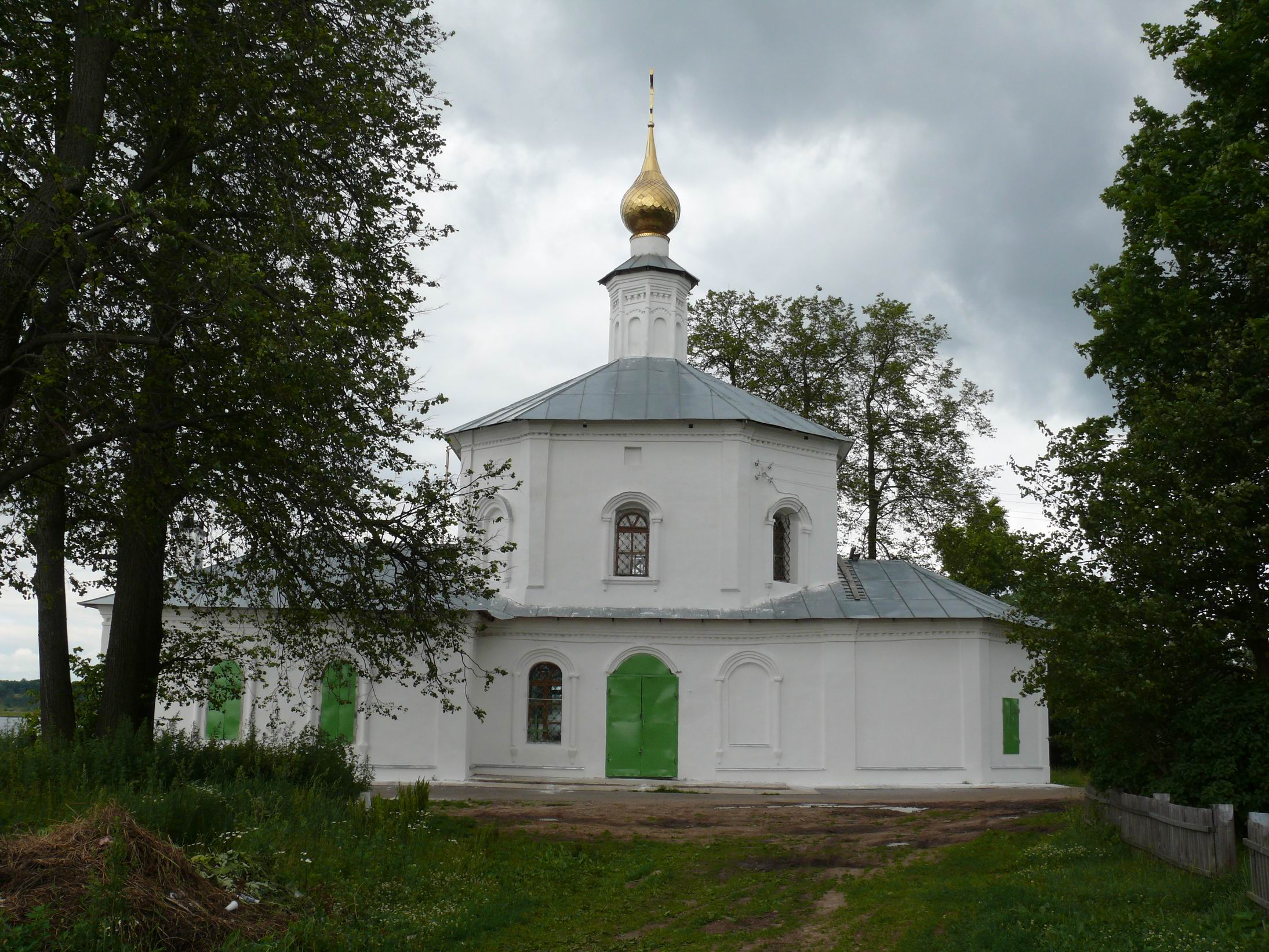
Iglesia de Elías el Profeta en Zolotoruche (1748).
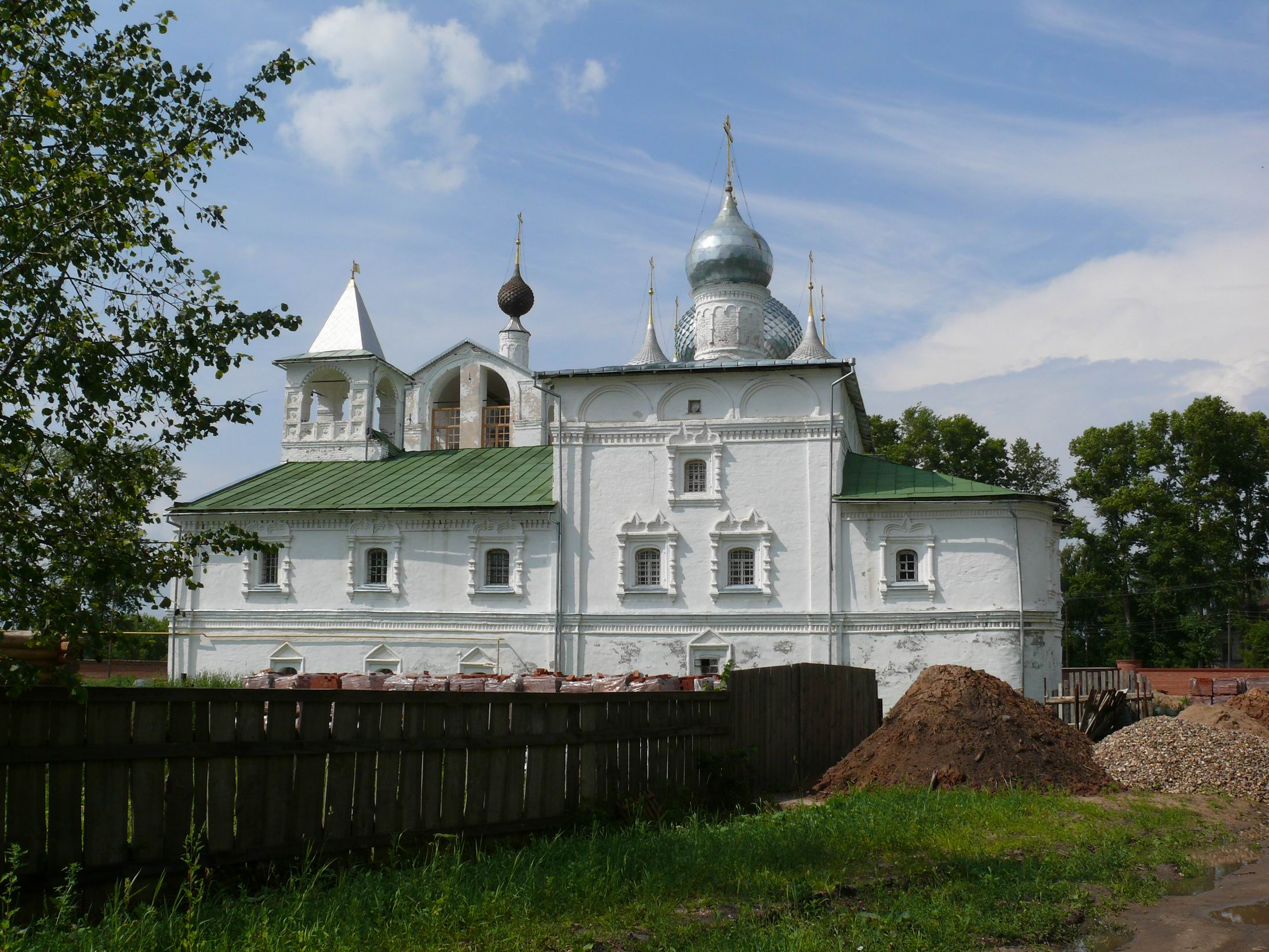
Monasterio Voskresenski (1674-77).
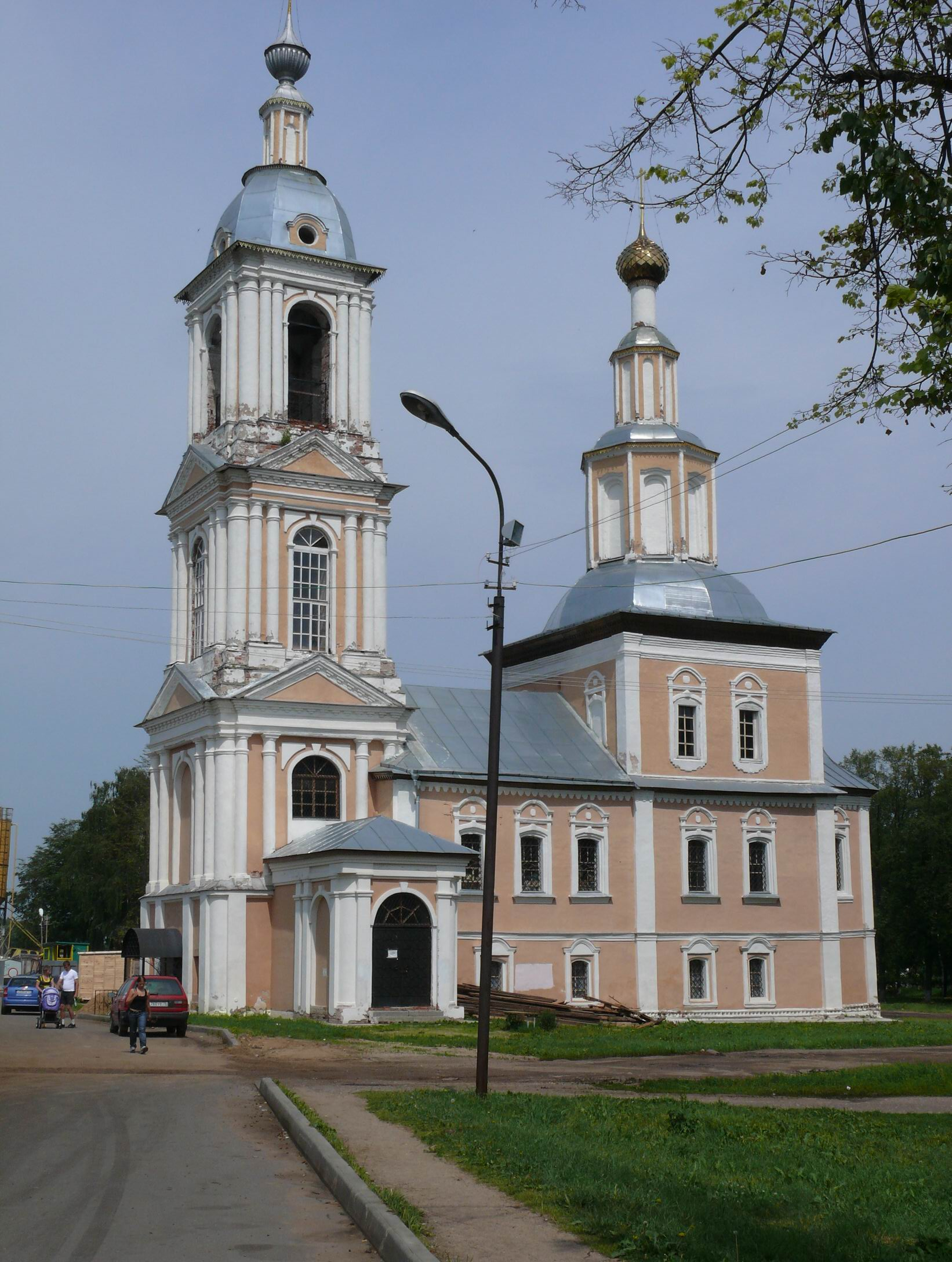
Iglesia del icono de la Madre de Dios de Kazán (Kazánskaya, 1778).
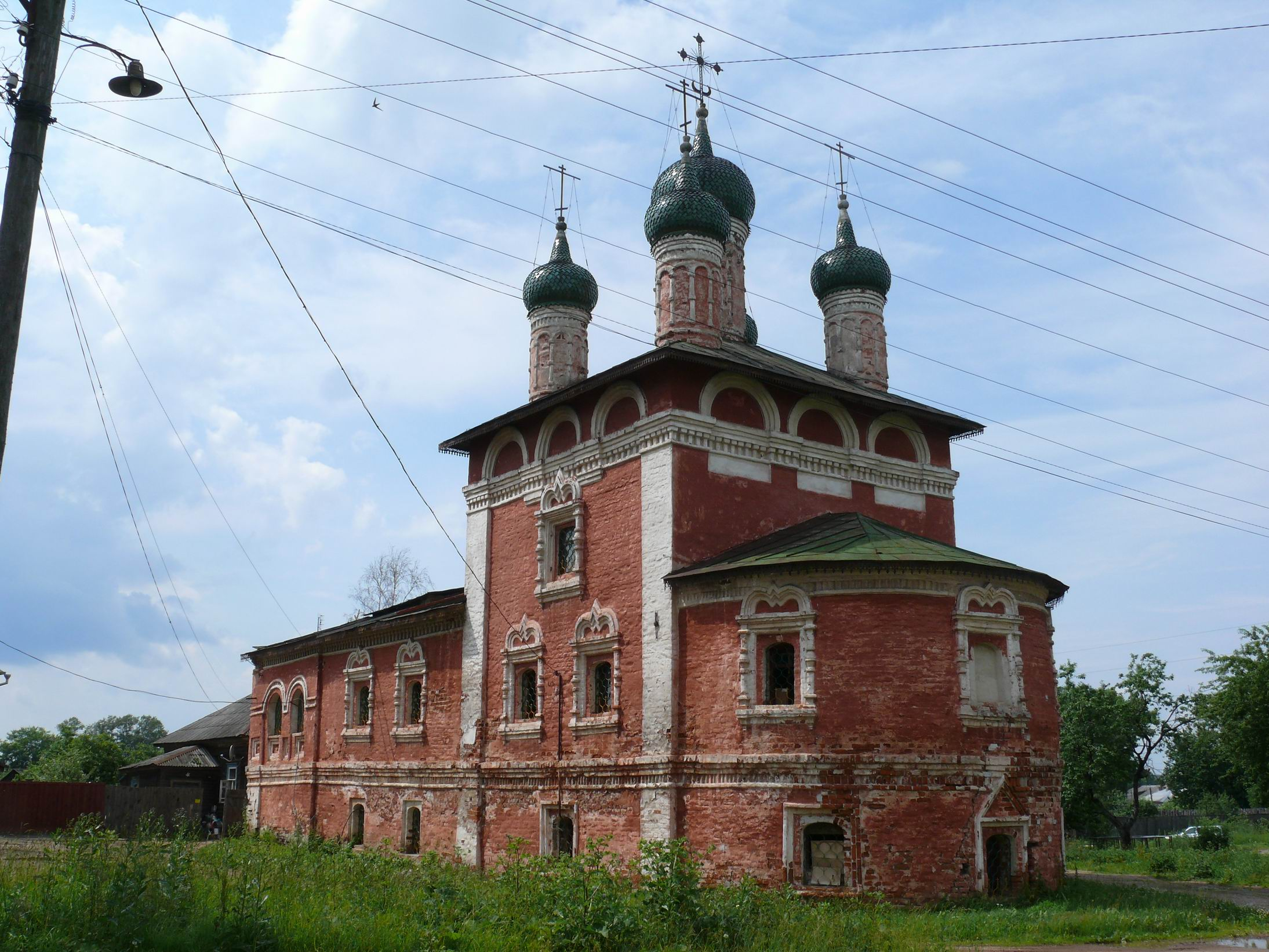
Iglesia del icono de la Madre de Dios de Smolensk (Smolénskaya, 1700).
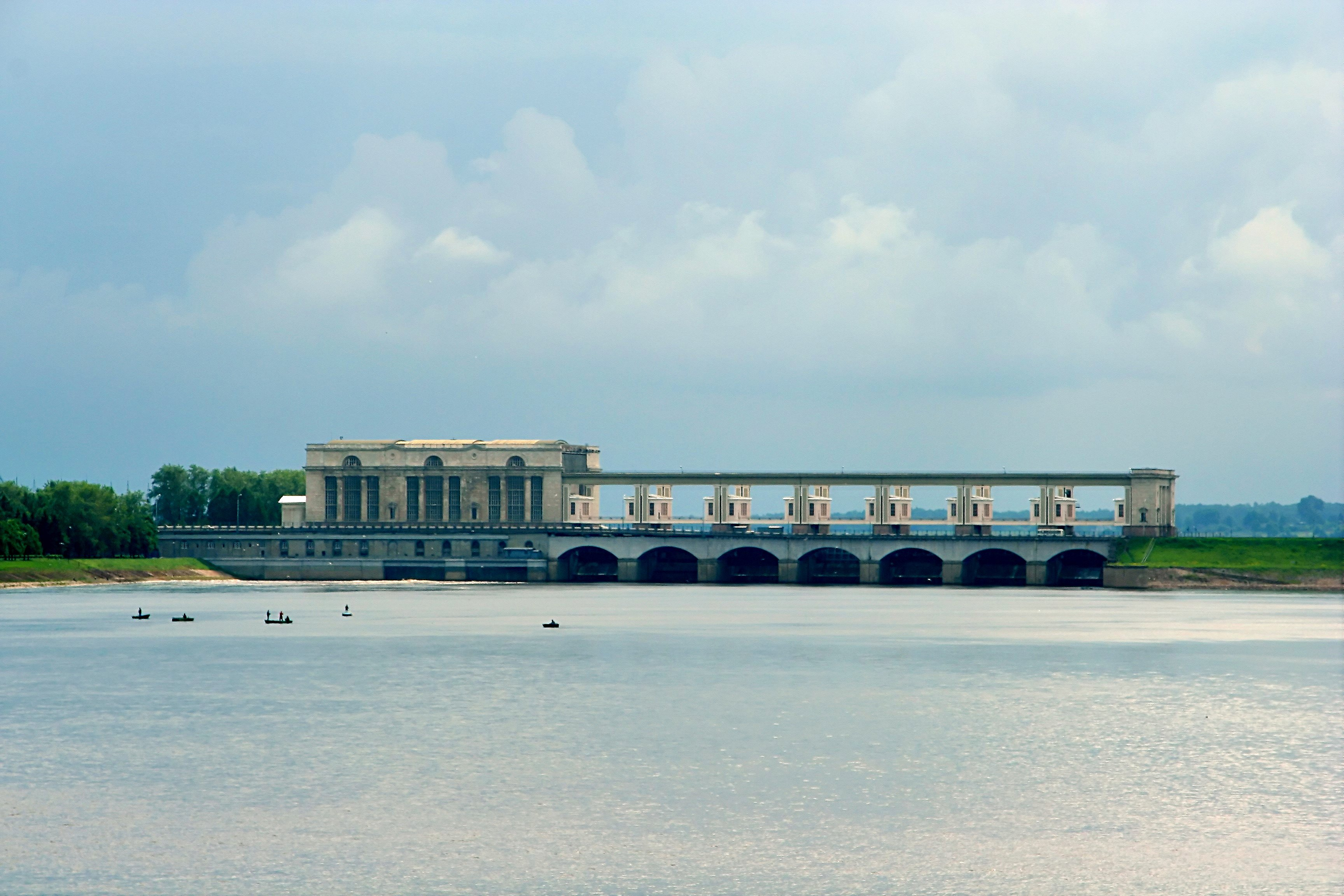
Central hidroeléctrica de Úglich sobre el Volga.